# Кузињано (Пиза)
Кузињано је насеље у Италији у округу Пиза, региону Тоскана.
Према процени из 2011. у насељу је живело 51 становника. Насеље се налази на надморској висини од 137 м.